# 苇子沟街道 (长春市)
苇子沟街道，是中华人民共和国吉林省长春市九台区下辖的一个乡镇级行政单位。

## 行政区划
苇子沟街道下辖以下地区：
苇子沟社区、杨家烧锅村、庙沟村、西地村、头道咀子村、双桥子村、小苇子沟村、拉拉屯村、石头咀子村、二道林子村、官地村、靠山村、大苇子沟村、大院村、新开村、庆阳村、月明楼村、双兴村、梨树村、八台村、四合村、卧龙泉村、西山村、胜利村、兴隆沟村、东兴村和富民村。